# Jean Bertoin

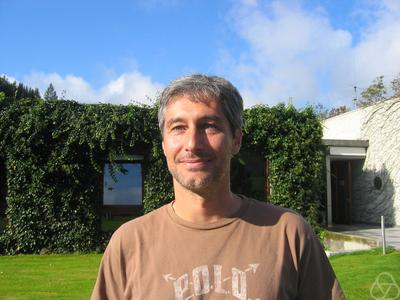
Jean Bertoin (2007)

Jean Bertoin (* 1961) ist ein französischer Mathematiker und Hochschullehrer der Universität Zürich, der sich mit Wahrscheinlichkeitstheorie befasst.

## Leben
Bertoin wurde 1987 bei Marc Yor an der Universität Paris VI promoviert (Étude des processus de Dirichlet). Er lehrte und forschte ebendort und ist Professor an der Universität Zürich.
1996 erhielt er den Rollo-Davidson-Preis. 2012 war er eingeladener Sprecher auf dem Europäischen Mathematikerkongress in Krakau (Coagulation with limited aggregations) und 2002 auf dem Internationalen Mathematikerkongress in Peking (Some aspects of additive coalescents). 
Er befasst sich mit  Lévy-Prozessen, Brownscher Bewegung, Verzweigungsprozessen, Fragmentation und Koaleszenz-Prozessen.  
Zu seinen Doktoranden gehört Grégory Miermont.
Er ist korrespondierendes Mitglied der Mexikanische Akademie der Wissenschaften.

## Schriften
- Subordinators: Examples and Applications, in: Jean Bertoin, Fabio Martinelli, Yuval Peres, Lectures on Probability Theory and Statistics, Ecole d’Eté de Probailités de Saint-Flour XXVII - 1997, Lectures Notes in Mathematics 1717, Springer 1999, S. 1–91.
- Jean Bertoin und R.A. Doney: On conditioning random walks in an exponential family to stay nonnegative. In: Séminaire de probabilités de Strasbourg. Band 28, 1994, S. 116–121.
- Jean Bertoin und Jean-François Le Gall: The Bolthausen–Sznitman coalescent and the genealogy of continuous-state branching processes. In: Probability Theory and Related Fields. Vol. 117, 2000, S. 249–266, doi:10.1007/s004400050006.
- Jean Bertoin: Self-similar fragmentations. In: Annales de l'I.H.P. Probabilités et statistiques. Band 38, Nr. 3, 2002, S. 319–340.
- Jean Bertoin und Jean-Françcois Le Gall: Stochastic flows associated to coalescent processes. In: Probability Theory and Related Fields. Band 126, Nr. 2, 2003, S. 261–288.
- Jean Bertoin und Marc Yor: Exponential functionals of Lévy processes. In: Institute of Mathematical Statistics and Bernoulli Society (Hrsg.): Probability Surveys. Band 2, 2005, S. 191 - 212, doi:10.1214/154957805100000122.

### Bücher
- Jean Bertoin: Lévy processes. Hrsg.: Cambridge University Press. 1996, ISBN 978-0-521-64632-1.
- Jean Bertoin: Random fragmentation and coagulation processes. Hrsg.: Cambridge University Press. 2006, ISBN 978-0-511-61776-8, doi:10.1017/CBO9780511617768.